# Suchoj Su-30MKI
Suchoj Su-30MKI är en variant av det ryska stridsflygplanet Suchoj Su-30. Planet är utvecklat av ryska flygtillverkaren Suchoj Corporation och det indiska Hindustan Aeronautics Limited (HAL). Planet har ultramodern elektronik som köps in från bland annat Frankrike och Israel. Planet ses allmänt som ett av världens bästa, endast slaget av det amerikanska Lockheed Martin F-22 Raptor och det kommande Lockheed Martin F-35 Lightning II (JSF). Planet byggs på licens i Indien och totalt är 280 plan planerade att byggas.

## Bilder

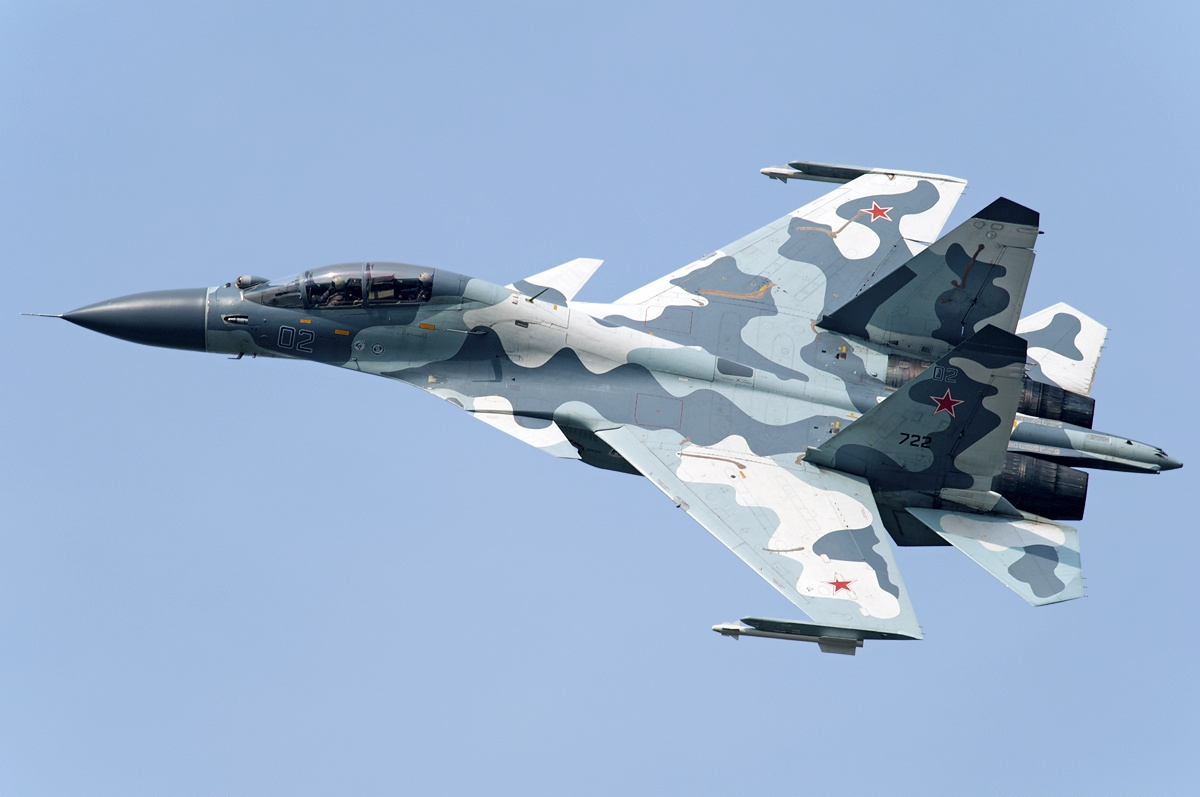
Rysk Su-30MKI.